# Isicio (varón apostólico)
Isicio, Hesiquio o Exiquio, Hisque en francés,  fue uno de los Siete Varones Apostólicos. Según esta tradición, en el siglo I, los apóstoles Pedro y Pablo consagraron obispos a siete discípulos suyos y los enviaron a evangelizar Hispania. Sus nombres eran Torcuato, Tesifonte, Indalecio, Segundo, Eufrasio, Cecilio y Hesiquio o Isicio.
Fue evangelizador de las regiones de Cazorla, en Jaén, y Cieza, en Murcia.
Es patrón de la localidad jiennense de Cazorla, donde según la leyenda fue lapidado en un lugar conocido como La Pedriza, donde existe hoy una ermita en su honor. En 1535, tras encomendarse al patrón la población de Cazorla, cesó una tremenda epidemia de peste que asolaba la región. A partir de esa fecha se celebra todos los años el 14 y 15 de mayo la romería en su honor a la que, como hecho peculiar, caracteriza que las calles que recorre sean iluminadas con caracoles con aceite y mecha de algodón que actúan como candiles.